# 三八式歩兵銃に関連する作品の一覧

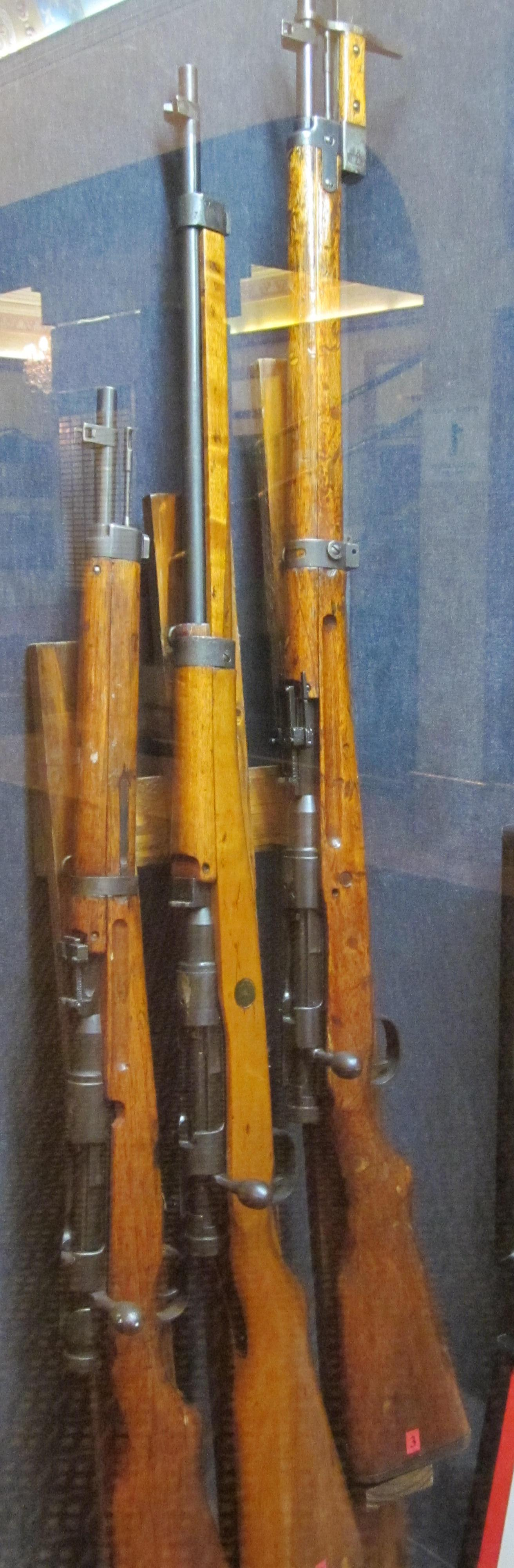
左：三八式騎銃、中央：九九式短小銃（末期型）、右：九九式短小銃

三八式歩兵銃に関連する作品の一覧（さんぱちしきほへいじゅうにかんれんするさくひんのいちらん）は、大日本帝国陸軍の使用した小銃である三八式歩兵銃に関連する作品の一覧。
日本軍を代表する銃であるため、日中戦争や太平洋戦争の陸戦を扱った作品のほとんどに登場する。また、前身である三十年式歩兵銃の小道具の入手が困難である関係上、日露戦争を描いた作品でも代用として使用されることがある。

## 映画
『ゲゾラ・ガニメ・カメーバ 決戦!南海の大怪獣』
物語の舞台となるセルジオ島をかつて占領していた日本軍が、撤退の際に島に残していた武器として登場。主人公たちがゲゾラとガニメに対して使用する。
『ゴジラの逆襲』
大阪でゴジラを迎え討つ際に防衛隊が所持しているが、発砲はなかった。
『夢』
主人公の部下の亡霊達が所持。

## アニメ・漫画
『Mr.Clice』
アレキサンダー・ベラマッチャがVz 61と間違えて取り出すが、使用されない。
『鬼太郎誕生 ゲゲゲの謎』
主人公の水木の回想にて、南方での戦闘中に登場。水木ほか日本兵らが装備している。水木が本銃を携えているポスタービジュアルもあるが、本編中では裏鬼道衆から鹵獲した村田銃を使用。
『ストライクウィッチーズ零 1937扶桑海事変』
加東圭子が作中で使用。
『戦場まんがシリーズ』
日本軍の登場する諸作品に登場するが、特にシリーズ中の「パイロットハンター」では1,000mもの超遠距離狙撃に成功するノーマルの本銃が登場し、狙撃兵が「俺にはこれしかないんだ。これが俺にとって世界最高の銃なんだ」と叫ぶ。
『戦場ロマン・シリーズ』
作品の1つである「風の十字架」に登場する。第二次世界大戦下のオランダの戦場で、ドイツの狙撃兵とアメリカの狙撃兵（日系アメリカ人）が共に三八式歩兵銃を使用して対決する。
『少女終末旅行』
ユーリが探索時などに持ち歩いている。木製の銃床から樹脂製になっている。アニメ版でも登場している。
『ゴールデンカムイ』
陸軍第七師団の兵士や尾形百之助が使用している。

## 小説
『パラレルワールド大戦争』
豊田有恒の小説。松代大本営跡に生じたタイムトンネルを介して現代に現れた1945年の日本兵が所持。作中では、日本兵を凶悪犯と勘違いして駆けつけた駐在を無力化する際に、日本兵が駐在の手にするニューナンブ拳銃だけを狙撃するために使用する。

## ゲーム
『Rising Storm』
日本軍陣営の小銃兵、擲弾筒兵、分隊長などが装備する。銃剣の着脱が可能。
『BF1』
「Type38 Arisaka」という名称で偵察兵の武器として登場する。他のボルトアクションライフルに比べ、リロード速度が早い。
『Enlisted』
太平洋キャンペーンで枢軸軍の武器として登場する。